# Alton Asa Lennon
Alton Asa Lennon (Wilmington, 1906. augusztus 17. – Wilmington, 1986. december 28.) az Amerikai Egyesült Államok szenátora (Észak-Karolina, 1953–1954).